# Джерело № 2 (Водиця)
Джерело № 2 — гідрологічна пам'ятка природи місцевого значення. Об'єкт розташований на території Рахівського району Закарпатської області, с. Водиця.
Площа — 3 га, статус отриманий у 1984 році.